# Loubna Khalkhali
Loubna Khalkhali is een Belgisch journalist die op de buitenlandredactie van VRT NWS werkt, en specifiek voor het reportagemagazine Vranckx.

## Biografie
Khalkhali groeide op in Hoboken. Ze volgde haar middelbare studies aan het Sint-Agnesinstituut, waar ze Latijn-wetenschappen studeerde. Doordat bij haar thuis vaak Al Jazeera, een Arabische nieuwszender, opstond werd haar interesse voor journalistiek aangewakkerd. Vooral de Algerijnse journalist Khadija Benguenna en de Belgische Rudi Vranckx, van de VRT, wekten haar interesse. Haar vader wilde echter dat ze dokter zou worden. Uiteindelijk ging ze arabistiek en islamkunde aan de KU Leuven studeren. Daarover zei ze:

Door mijn studie arabistiek en islamkunde werd mijn kritisch denkvermogen aangewakkerd en heb ik meer inzicht gekregen in mijn cultuur en religie.
— Loubna Khalkhali, in De Morgen, 17 februari 2024.

In een avondopleiding studeerde ze journalistiek. Na haar studies ging ze werken als integratieconsulent. Later werd ze eindredacteur bij Mvslim, een website die de stereotiepe beeldvorming over moslims wil doorbreken. Na een spontane sollicitatie bij de nieuwsdienst van de VRT, kon ze beginnen op de redactie van haar jeugdidool Vranckx.
Op 22 oktober 2020 was Khalkhali te gast in een aflevering van De Ideale Wereld op Canvas. In november 2020 was ze te horen in de podcast Wat Zij Wil. Een klein jaar later, in oktober 2021, was ze te horen in de podcast Aljudhur van BRUZZ. Khalkhali presenteerde eind 2021 de documentairereeks Sheroes, over vrouwen die via sport hun plaats in de samenleving opeisen, die te zien was op VRT MAX. Ze maakte deze samen met Lara Richir voor De Warmste Week.
Khalkhali droeg tijdens de opnames een hoofddoek, waardoor ze de eerste journalist in Vlaanderen was die met een hoofddoek in beeld kwam. Begin oktober 2022 stonden Khalkhali en filmregisseur Adil El Arbi samen op de cover van het magazine Nina. In februari 2023 stond ze op de cover van Billie. Op 5 maart 2023 was ze te gast bij Jan Jaap op Zondag, een talkshow van Jan Jaap van der Wal op Play4.
Toen Khalkhali in juni 2023 in een Instagramfilmpje van het reportagemagazine Vranckx verscheen zonder hoofddoek, lokte dit veel reacties uit. De deontologie van de VRT verbiedt namelijk hoofddoeken en andere religieuze symbolen bij programma's binnen de nieuws- en duidingscontext.

### Privé
Op 18 december 2021 trouwde Khalkhali met filmregisseur Adil El Arbi in Kasteel Sorghvliedt in Hoboken. Hier was Bart De Wever gastspreker. Op 30 en 31 juli 2022 vierden Khalkhali en El Arbi hun huwelijk in het Marokkaanse Tanger, waar hun ouders en grootouders vandaan kwamen. Op het feest waren onder andere bekendheden als Will Smith, Bilall Fallah, Rudi Vranckx, Eline De Munck, Michaël R. Roskam, Matteo Simoni en Kawtar Ehlalouch aanwezig. In december gingen Khalkhali en Adil El Arbi, samen met Bilall Fallah, op bedevaart naar Mekka.